# Måns Lagerlöf
Måns Anders Daniel Lagerlöf, född 7 februari 1972 på Lidingö, är en svensk regissör och teaterchef.

## Biografi
Lagerlöf har genomgått regissörsutbildning vid Dramatiska institutet. Han arbetade från 2001 med Ung scen/öst i Norrköping som han byggde upp och var konstnärlig ledare för. Ung scen/öst sorterar under Östgötateatern och hade mellan 2006 och 2008 regeringens nationella barn- och ungdomsteateruppdrag. Han har varit chef för Länsteatern i Örebro och är från 2016 teaterchef för Riksteatern.
Han tillhör släkten Lagerlöf från Värmland och är gift med skådespelerskan Lena Strömberg Lagerlöf.

## Teater

### Regi (ej komplett)
| År   | Produktion        | Upphovsmän                 | Teater       |
| ---- | ----------------- | -------------------------- | ------------ |
| 2009 | Ett drömspel      | August Strindberg          | Ung scen/öst |
| 2022 | Hur vi försvinner | Eva-Maria Benavente Dahlin | Dramaten     |